# Monestiés
Monestiés é uma comuna francesa na região administrativa da Occitânia, no departamento de Tarn. Estende-se por uma área de 26.83 km², e possui 1.360 habitantes, segundo o censo de 2018, com uma densidade de 51 hab/km².